# 安諾利·波格朗站
安諾利·波格朗站（法語：}）位於加拿大魁北克省蒙特利爾市東部法語區，是1號線的東面總站。

## 外部連結
- （法文）（英文）蒙特利爾交通局：安諾利·波格朗站 （页面存档备份，存于）（英文）（页面存档备份，存于）
- （法文）（英文）：安諾利·波格朗站 （页面存档备份，存于）（英文） （页面存档备份，存于），含有安諾利·波格朗站的資訊、歷史、車站結構與藝術品資料。